# Liste des bourgmestres de Beauraing
Bourgmestres de la ville de Beauraing :

## Avant fusion des communes
- 1843-1851	M. Auguste Deltombe.
- 1851-1858	M. Louis-Joseph Vermer.
- 1858-1876	M. Jules César (Beauraing).
- 1876-1885	M. Julien-Joseph Rabosée.
- 1885-1895	M. Jules Debraux.
- 1896		Me Léon de Saint-Omer.
- 1896-1914	M. Joseph Thiran (catholique).
- 1914-1919	Me Auguste de Saint-Omer, (catholique), bourgmestre faisant fonction.
- 1919-1925	Me Auguste de Saint-Omer (catholique).
- 1924-1925	M. Ernest Rabosée (catholique).
- 1925-1927	M. Eugène Delmont.
- 1927-1929	Me Albert Laurent (Beauraing) (catholique).
- 1930-1933	Mlle Maria Van Schingen (catholique).
- 1933-1938	M. Arthur Warzée (libéral).
- 1939-1941	Dr Fernand Maistriaux (catholique).
- 1941-1944	M. Léon Vincent (catholique), bourgmestre faisant fonction.
- 1945-1952	Dr Fernand Maistriaux (P.S.C.).
- 1952-1976	M. Camille Brack (I.C.).

## Après fusion des communes
- 1977-1982	M. Albert Demars (P.S.C.)
- 1983-1988	M. Robert Belot (P.S.)
- 1989-1994	Dr Marius Mohymont (P.R.L. dissident)
- 1995-2000	M. Robert Belot (P.S.)
- 2001-2012	M. Jean-Claude Maene (P.S.)
- 2012-2018      M. Marc Lejeune[1] (énergies beaurinoises)